# Liga dos Combatentes

Liga dos Combatentes

A Liga dos Combatentes (LC) ComTE • MHTE • MHIH • MHM • ComB é uma organização cívica e patriótica portuguesa que reúne os antigos combatentes das forças armadas e de segurança. É uma pessoa coletiva de utilidade pública administrativa tutelada pelo Ministério da Defesa Nacional.

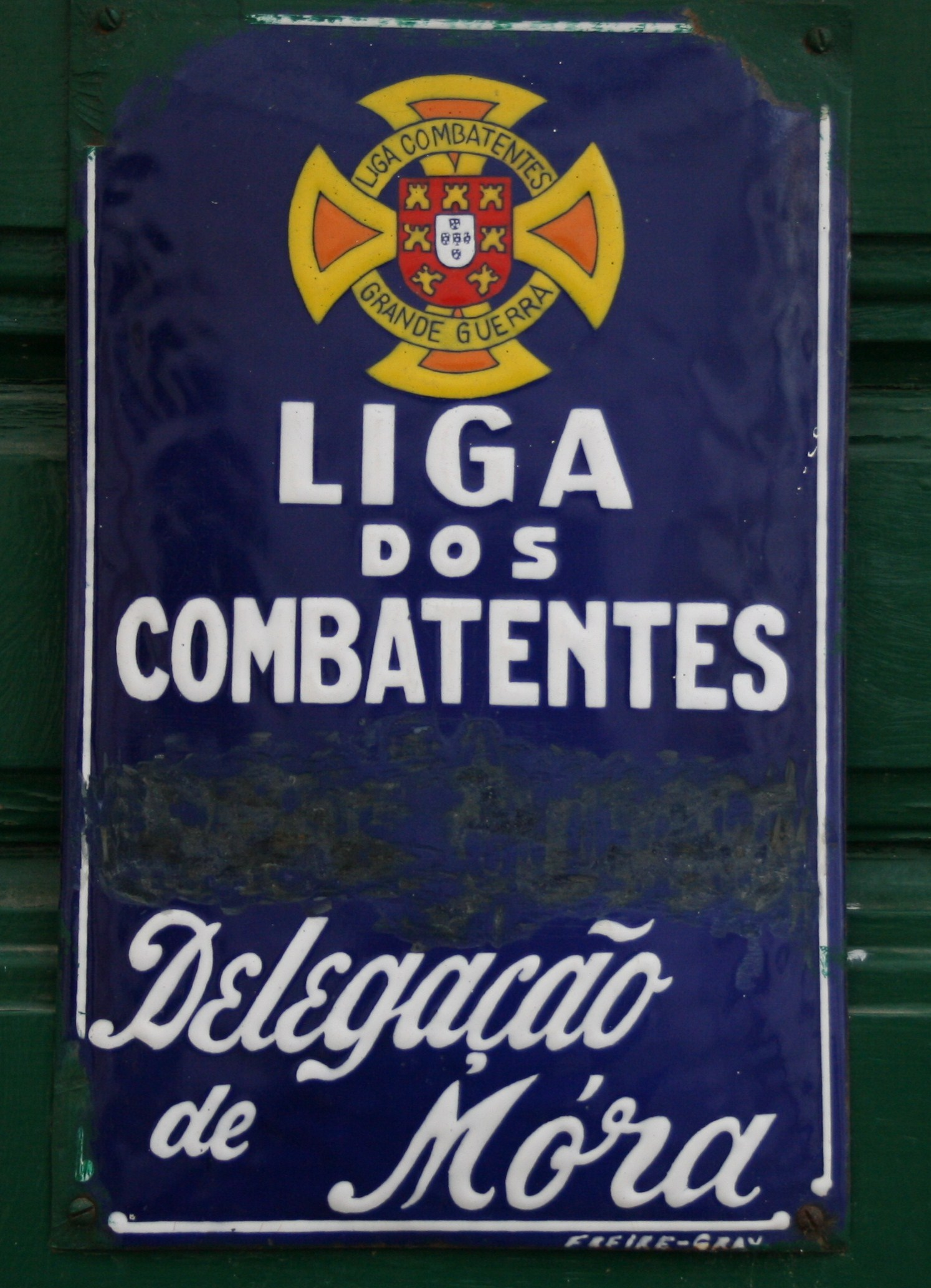
Placa na delegação de Mora

## Objetivos da Liga
- Promover a exaltação do amor à Pátria e dos símbolos nacionais;[1]
- Promover internacionalmente o prestígio de Portugal;
- Promover a proteção e o auxílio mútuo dos antigos combatentes;
- Colaborar com as entidades públicas no auxílio aos antigos combatentes;
- Desenvolver atividades culturais e educacionais em benefício do país e dos antigos combatentes.

## Membros da Liga
Os principais membros da Liga são os sócios combatentes que incluem os membros das forças armadas e de segurança que participaram em missões de guerra ou de manutenção de paz. Existem também outras categorias de sócios que incluem outros militares, civis que tenham participado em missões de guerra, familiares de antigos combatentes, civis, etc.

## História
A Liga dos Combatentes foi criada em 1923, com a denominação de "Liga dos Combatentes da Grande Guerra". Ao ser criada, tinha como objetivo reunir numa associação os militares e ex-militares portugueses que tinham combatido na 1.ª Guerra Mundial.
A 5 de setembro de 1932, foi agraciada com o grau de Comendador da Ordem Militar da Torre e Espada, do Valor, Lealdade e Mérito e a 29 de julho de 1937 foi agraciada com o grau de Comendador da Ordem de Benemerência.
Posteriormente, passou a ser aberta todos os ex-combatentes portugueses, alterando a sua designação para "Liga dos Combatentes".
A 20 de novembro de 1968, foi agraciada com o grau de Membro-Honorário da Ordem do Infante D. Henrique.
A 5 de outubro de 2016, foi agraciada com o grau de Membro-Honorário da Ordem do Mérito.
Por ocasião da comemoração do seu centenário de fundação, a 9 de abril de 2021 foi agraciada com o grau de Membro-Honorário da Ordem Militar da Torre e Espada, do Valor, Lealdade e Mérito.